# ملعب جامعة قطر
ملعب جامعة قطر هو ملعب كرة قدم، قيد الإنشاء في مدينة الدوحة في دولة قطر، يتسع لـ43,500 متفرج.